# Барон Алвингем
Барон Алвингем из Вудфолда в графстве Ланкашир — наследственный титул в системе Пэрства Соединённого королевства. Он был создан 10 июля 1929 года для британского консервативного политика Роберта Йербурга (1889—1955). Ранее он представлял в Палате общин Великобритании Южный Дорсет (1922—1929). Его отец, Роберт Армстонг Йербург (1853—1916), консервативный политик, дважды заседал в Палате общин от Честера (1886—1906, 1910—1916). В 1916 году Роберт Йербург должен был получить звание пэра, но он умер прежде, чем был выдан королевский патент.
По состоянию на 2025 год носителем титула являлся внук первого барона, Роберт Ричард Гай Йербург, 3-й барон Алвингем — сын Роберта Гая Эрдлея, 2-го барона Алвингема (1926—2020) — который стал преемником своего отца в 2020 году. 2-й барон Алвингем — был отставным генерал-майором колдстримской гвардии.

## Бароны Алвингем (1929)
- 1929—1955: Роберт Дэниэл Туэйтес Йербург, 1-й барон Алвингем (10 декабря 1889 — 27 ноября 1955), второй сын Роберта Армстронга Йербурга (1853—1916)[1];
- 1955—2020: Роберт Гай Эрдлей Йербург, 2-й барон Алвингем (16 декабря 1926 — 29 марта 2020), единственный сын предыдущего[2];
- 2020 — настоящее время: Роберт Ричард Гай Йербург, 3-й барон Алвингем (род. 10 декабря 1956), единственный сын предыдущего[3];
  - Наследник титула: Роберт Уильям Гай Йербург (род. 16 сентября 1983), старший сын предыдущего от первого брака[4].